# Кетов Євген Миколайович
Євген Миколайович Кетов (рос. Евгений Николаевич Кетов; 17 січня 1986, м. Губаха, СРСР) — російський хокеїст, правий нападник. Виступає за СКА (Санкт-Петербург) у Континентальній хокейній лізі. Заслужений майстер спорту Росії (2012).
Вихованець хокейної школи «Молот-Прикам'я» (Перм). Виступав за «Авангард-2» (Омськ), ЦСК ВВС (Самара), «Лада» (Тольятті), «Ак Барс» (Казань), «Сєвєрсталь» (Череповець).
У складі національної збірної Росії учасник чемпіонату світу 2012 (7 матчів, 0+0). У складі молодіжної збірної Росії учасник чемпіонату світу 2006. 
Досягнення
- Чемпіон світу (2012)
- Володар Континентального кубка (2006)
- Срібний призер молодіжного чемпіонату світу (1998), бронзовий призер (1997).